# Duendes Rugby Club
Maillots
Le Duendes Rugby Club est un club omnisports qui dispose en son sein d'une section rugby à XV et est situé dans la Province de Santa Fe en Argentine.

## Histoire
Le club est fondé le 27 novembre 1956 et s'est affilié à l'Unión de Rugby de Rosario le 11 avril 1957. Après seulement une saison en deuxième division du championnat de Rosario, Duendes parvient à monter en première division. Le club remporte son premier titre en 1960.
Duendes est considéré comme l'un des trois principaux clubs de Rosario, aux côtés du Jockey Club Rosario et de l'Atlético del Rosario. Le club a remporté le titre de champion régional à 19 reprises, dont quatre fois en étant totalement invaincu (1968, 1969, 1972, 1993).   
Au niveau national, Duendes est le club le plus titré de Rosario, ayant remporté le Nacional de Clubes à trois reprises (2004, 2009 et 2011). Le club a également été finaliste trois fois (1999, 2003 et 2014).
En 2009, le club remporte la première édition du Tournoi de l'Intérieur, le tournoi qui rassemble les meilleures équipes d'Argentine, en dehors de Buenos Aires. Le vainqueur de ce tournoi se qualifie directement aux demi-finales du Nacional de Clubes. C'est l´équipe qui a remporté cette compétition le plus de fois, se couronnant à quatre reprises (2003, 2009, 2012,2013).
L'année 2009 a été, sans aucun doute, l'une des plus positive pour l'institution, puisqu'elle a réussi la "triple couronne", en remportant les trois tournois auxquelles elle a participé (Tournoi du Littoral, Tournoi de l'intérieur et Nacional de Clubes).

## Palmarès
- Nacional de Clubes
  - Champion (3) (2004, 2009 et 2011)
- Tournoi de l'Intérieur
  - Champion (5) (2003, 2009, 2012, 2013, 2022)
- Torneo del Litoral
  - Champion (13) (2000, 2002, 2006, 2007, 2010, 2011, 2012, 2013, 2014, 2015, 2016, 2018, 2021).
- Tournoi de l'Unión de Rugby de Rosario
  - Champion (15) (1960, 1962, 1963, 1964, 1965, 1966, 1967, 1968, 1969, 1971, 1972, 1993, 1995, 1996, 1997).

## Joueurs emblématiques (rugby à XV)
Ont porté le maillot des Pumas :
| - Juan Imhoff - Jerónimo de la Fuente - Emiliano Boffelli - José Luis Imhoff - Román Miralles | - Raúl Pérez - Pablo Bouza - Santiago Chocobares - Simón Boffelli - Maximiliano Nannini - Martín Mackey |